# Трезигало-Финал ди Реро (Ферара)
Трезигало-Финал ди Реро (итал. Tresigallo-Final di Rero) је насеље у Италији у округу Ферара, региону Емилија-Ромања.
Према процени из 2011. у насељу је живело 3942 становника. Насеље се налази на надморској висини од 1 м.

## Становништво
| 1931. | 1936. | 1951. | 1961. | 1971. | 1981. | 1991. | 2001. | 2011. |
| ----- | ----- | ----- | ----- | ----- | ----- | ----- | ----- | ----- |
| 4.386 | 4.552 | 7.392 | 5.742 | 4.891 | 4.842 | 4.829 | 4.757 | 4.561 |